# ثيرناو
ثيرناو هي بلدية في ألمانيا، تقع في منطقة كولمباخ، بلغ عدد سكانها 4,003  نسمة وذلك حسب إحصائيات سنة 1987، تبلغ مساحتها 64.18 كيلومتر مربع، رمزها البريدي هو 95349.

## توأمة
لثيرناو اتفاقيات توأمة مع:
- بوسيتانو

## أعلام
- ديانا كيمبف